# Наукова бібліотека Національного університету «Запорізька політехніка»
Наукова бібліотека Національного університету «Запорізька політехніка» — одна з найбільших наукових вузівських бібліотек Запоріжжя. Заснована 1900 року в Запоріжжі. Бібліотека є навчальним, науковим, інформаційним та культурно-просвітницьким структурним підрозділом і забезпечує творами друку та іншими інформаційними матеріалами навчальний, науковий та виховний процеси університету. З 1972 року — очолює роботу методичного об'єднання бібліотек закладів вищої освіти Запорізького регіону, до складу якого входять 7 бібліотек (Національний університет «Запорізька політехніка», Запорізький національний університет, Запорізький державний медичний університет, Запорізька державна інженерна академія (увійшла до складу ЗНУ), Таврійський державний агротехнологічний університет (м. Мелітополь), Мелітопольський державний педагогічний університет, Бердянський державний педагогічний університет).

## Історія
Бібліотека заснована 1900 року як бібліотека Олександрівського середнього механіко-технічного училища, пізніше — бібліотека Індустріального технікуму (з 1921 року), з 1930 року — бібліотека інституту сільгоспмашинобудування ім. В. Я. Чубаря, з липня 1944 року — бібліотека Запорізького автомеханічного інституту, з 1947 року — бібліотека Запорізького інституту сільськогосподарського машинобудування, з 1957 року — бібліотека машинобудівного інституту ім. В. Я. Чубаря, з 1994 року — бібліотека Запорізького державного технічного університету, з 2001 року — бібліотека Запорізького національного технічного університету. Назву «Наукова бібліотека ЗНТУ» було в ведено в обіг з 19 жовтня 2004 року. Наказом Міністерства освіти та науки України № 420 від 1 квітня 2019 року «ЩОДО ПЕРЕЙМЕНУВАННЯ ЗАПОРІЗЬКОГО НАЦІОНАЛЬНОГО ТЕХНІЧНОГО УНІВЕРСИТЕТУ» було змінено офіційну назву заклада вищої освіти на Національний університет «Запорізька політехніка». Відповідно, сучасна назва книгозбірні — наукова бібліотека Національного університету «Запорізька політехніка».
Наукова бібліотека, як і Національний університет «Запорізька політехніка», веде свій родовід з 1900 року, коли в повітовому місті Олександрівську (Олександрівський повіт, Катеринославська губернія) було відкрито середнє семикласне механіко-технічне училище — перший в Україні середній навчальний заклад, який готував техніків-механіків для промислових підприємств.
Високий рівень навчального процесу, технічного оснащення матеріальної бази, успішна діяльність досвідчених, талановитих педагогів, забезпечили училищу високий авторитет та широку популярність. Технічне училище визнавалось одним із найкращих не тільки в Україні, а й у всій Російській імперії та Європі.

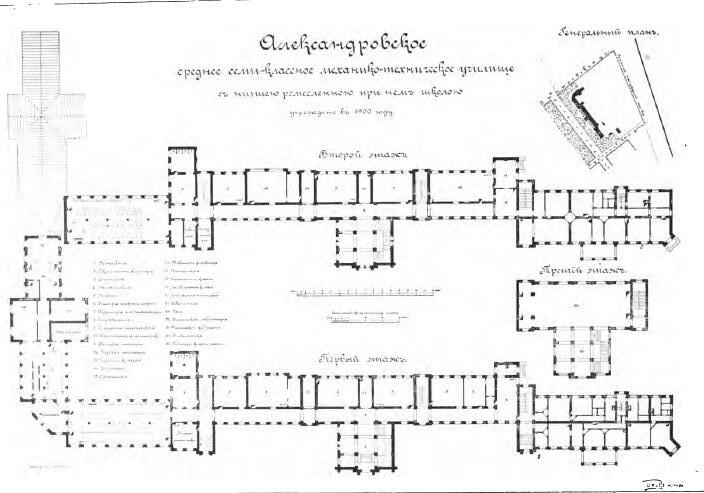
План приміщення (Александровское среднее семиклассное механико-техническое училище, 1900—1902 [Текст]. — Александровск, Екатер. губ. : Типография Б. Я. Штерн, 1902. — 57 с.)

Навчальний процес розпочався ще задовго до появи головного корпусу — у приміщенні початкової школи у вересні 1900 року. За півтора року були споруджені красиві дво- та триповерхові будівлі, що дозволило вже 15 серпня 1901 року розпочати заняття безпосередньо в новому училищі. У головному корпусі містилися 8 навчальних класів, у тому числі для креслення й малювання, виробничі майстерні, бібліотека, на 3-му поверсі — актова зала, вестибюль.

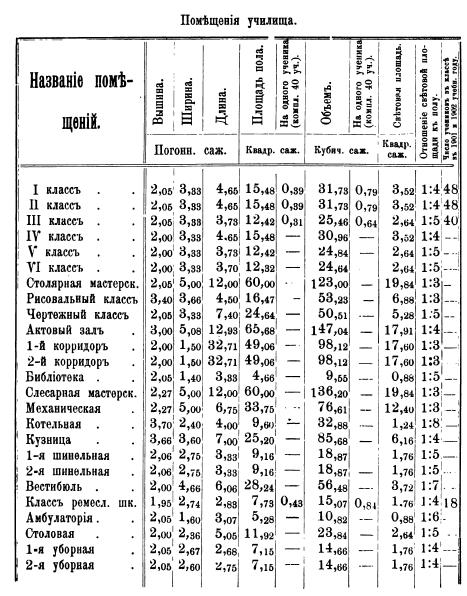
Помещенія училища (Александровское среднее семиклассное механико-техническое училище, 1900—1902 [Текст]. — Александровск, Екатер. губ. : Типография Б. Я. Штерн, 1902. — с.19)

Навчальні програми передбачали поєднання технічної і гуманітарної освіти. Тому учні здобували фундаментальні теоретичні і практичні знання — з історії, географії, механіки, фізики, математики, геометрії, електротехніки, основ опору матеріалів, технології оброблення металів і деревини. У навчальних планах були Закон Божий, хімія, російська і німецька мови, малювання, чистописання, бухгалтерія, співи. П'яту частину навчального часу відводилось для роботи в майстернях.
В училищі переважали новітні методи і форми викладання, були запроваджені новий правопис, практичні заняття з дослідами. Велика увага надавалась виробничій практиці. Кількість читачів тогочасної бібліотеки нараховувала 80 осіб. Велику допомогу науковій та виховній роботі з учнями надавали Фундаментальна та учнівська бібліотеки. Фундаментальна бібліотека нараховувала тоді 2731 книгу (2683 назви).
У 1900 році, одночасно з училищем, була створена нижча реміснича школа у складі двох відділень: слюсарно-токарного і столярно-модельного. У 1907 році відкрили третє — ливарне відділення. Бажаючих вступити в ремісничу школу, особливо на слюсарно-токарне відділення, було багато, тому прийом здійснювався за конкурсом через вступні іспити з таких предметів: Закон Божий, російська мова та арифметика.
Навчання і виховання вели не лише в аудиторіях, класах, а й поза ними. Учні бували на археологічних та історичних екскурсіях по рідному краю — біля Дніпра і в степах. Влаштовували прогулянки берегами Дніпра, Хортицею, проводили розкопки курганів за участю історика, збирача місцевої старовини Якова Новицького, збирали колекції старожитностей з курганів і власних домівок, записували розповіді місцевих мешканців про назви скель, печер на берегах Дніпра, пов'язаних з іменами героїв козацтва.

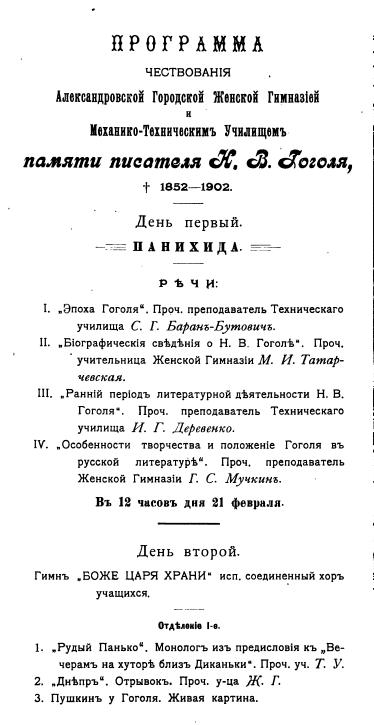
Сторінка 1 програми вшанування пам'яти письменника М. В. Гоголя, 1902 рік (Александровское среднее семиклассное механико-техническое училище, 1900—1902 [Текст]. — Александровск, Екатер. губ. : Типография Б. Я. Штерн, 1902. — с.49)

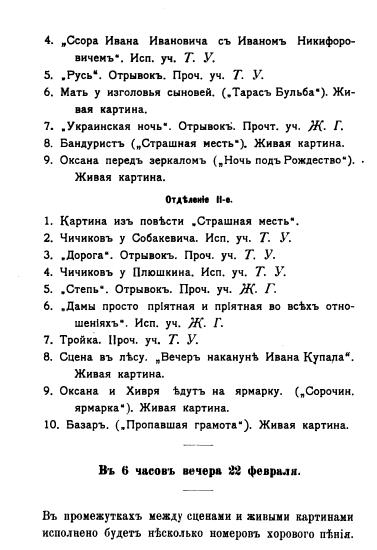
Сторінка 2 програми вшанування пам'яти письменника М. В. Гоголя, 1902 рік (Александровское среднее семиклассное механико-техническое училище, 1900—1902 [Текст]. — Александровск, Екатер. губ. : Типография Б. Я. Штерн, 1902. — с.50)

В училищі урочисто відзначалися ювілеї, пам'ятні дати, проводилися концерти художньої самодіяльності. Учні брали участь у літературних вечорах, читацьких конференціях. В актовій залі училища 21-22 лютого 1902 року проходили Гоголівські дні, присвячені 50-річчю від дня смерті великого письменника. Їх підготували педагогічні колективи технічного училища та жіночої гімназії, громадські організації міста. Відбулися урочисті збори з доповідями і концертами. Учні святково оформили сцену і залу картинами, декораціями.
22 і 23 квітня 1902 року відбулися Дні пам'яті поета В. А. Жуковського. У перший день — урочисті збори, присвячені 50-річчю від дня смерті В. А. Жуковського (1783—1852 рр.), а на другий — літературні читання. Олександрівська міська управа на честь пам'яті письменника перейменувала вулицю Ярмарківську, де знаходилось технічне училище на вулицю Жуковського.
4 грудня 1913 року училище стало називатися «Олександрівське імені імператора Миколи Олександровича середнє механіко-технічне училище з нижчою при ньому ремісничою школою».
Учнівська бібліотека, якою завідував викладач російської мови і математики О. І. Калінін, налічувала на 1 січня 1916 року 2683 книги 1688 найменувань, в основному навчальної і художньої літератури. В училищі розуміли, що справжня бібліотека і може бути лише тоді, коли користуються нею читачі і вона сприяє розумовому їх розвитку. Всі книги були розподілені для трьох вікових категорій учнів (молодша, середня і старша). Книги видавалися раз на тиждень кожному класу, а також на вихідні і святкові дні. Учні читали від 2 до 8 книг на місяць, в середньому за рік — по сто і більше книг. За інтенсивністю читання учні ділилися на категорії: учні, які мало читають (до 15 книг на рік) і такі, що читають багато (до 60 книг на рік) — це переважно відмінники навчання. Активніше читали учні молодших класів (1-2 класу). Найбільшу зацікавленість проявляли до творів О. С. Пушкіна, М. В. Гоголя, М. Ю. Лермонтова, І. А. Крилова, О. С. Грибоєдова, А. П. Чехова, Л. М. Толстого, І. С. Тургенєва, Ф. М. Достоєвського, Л. В. Соловйова, Вальтера Скотта, Уільяма Шекспіра. В старших класах — до книг з історії, філософії, психології та художньої літератури.
В 20-ті, 30-ті роки неодноразово змінюється статус навчального закладу. 18 листопада 1920 р. Олександрівське механіко-технічне училище реорганізовано в 3-річний індустріальний технікум, а 11 липня 1930 р. — в інститут сільськогосподарського машинобудування. За десятиріччя більш ніж у 9 разів збільшився книжковий фонд інститутської бібліотеки (з 6400 екземплярів на початок 1925 р. — до 59000 на 1 січня 1935 року). Із загальної кількості літератури 42 % припадало на книги з технічних дисциплін, 32 % — з соціально-економічних, 13 % — з математичних наук і близько 9 % — художні. Однак забезпеченість студентів спеціальної навчальною літературою не задовольняла їхні потреби.
В серпні 1941 року інститут був евакуйований в місто Барнаул Алтайського краю, були вивезені найцінніші книги бібліотеки.
До евакуації книжковий фонд бібліотеки становив уже 75000 екземплярів. Частину фонду співробітники бібліотеки, серед яких була й Олександра Абрамівна Меркулова, сховали в підвальному приміщенні житлового будинку, який знаходився недалеко від бібліотеки інституту. Багато книжок, особливо обкладинки, були зіпсовані надмірною вологістю, але й дотепер у читачів є можливість ознайомитися із літературою кінця 19-го — початку 20-го століть. Проте більша частина книжок за часів війни була знищена. І якщо напередодні війни фонд становив 75000 екземплярів, то в 1945 році він нараховував лише 30000 екземплярів.
Після війни бібліотека розташовувалась в непристосованій одноповерховій будівлі, приміщенні зі столовою. Головний корпус перетворився на руїни. Навчальний процес та роботу в інституті довелося налагоджувати в тяжких умовах. Під аудиторії пристосовували коридори колишнього корпусу. Через нестачу аудиторій лекції читались в потоках, які складались із 6-7 груп. Підручників не вистачало, на групу в середньому видавалось 7 екземплярів. Особливо бракувало підручників з теорії машин та механізмів, політекономії та інших дисциплін. Були великі черги в читальних залах, а на абонементі книги видавали за талончиками із записом в картці.
У 60-ті роки площа бібліотечних приміщень істотно збільшилась: у відбудованому головному корпусі тепер вже машинобудівного інституту імені В. Я. Чубаря були розташовані читальний зал для професорсько-викладацького складу, читальний зал для студентів, абонемент. Зусиллями співробітників бібліотеки, за допомогою викладачів та студентів бібліотека почала зростати.
З вересня 1987 року після введення в експлуатацію 5-го корпусу інституту, прибудованого до головного корпусу, бібліотека отримала приміщення в новобудові — і зайняла весь другий поверх. Привітно розчинили свої двері нові читацькі зали і абонементи, що істотно збільшило можливості бібліотеки в обслуговуванні читачів — тепер з літературою можуть одночасно працювати 300 читачів. До їх послуг 850-тисячний книжковий фонд та багата колекція різноманітних періодичних видань: вітчизняні та закордонні науково-технічні журнали від перших років їх видання («Сталь» — 1940 рік, «Журнал технічної фізики» — з 1931 року, «Електронна обробка металів» — з 1965 року та інші). Довідково-інформаційний фонд бібліотеки формується цілеспрямовано відповідно до завдань комплексного інформаційного забезпечення діяльності інституту. Він містить видання з суспільних наук, технічну і художню літературу, мистецтво, спорт та інше. В фонді зберігаються вітчизняні і закордонні науково-технічні журнали, кандидатські і докторські дисертації, звіти про науково-дослідницькі розробки, виконані в інституті, нормативно-технічна документація, переклади статей з іноземних журналів. Надійність, повноту і оперативність пошуку потрібних видань забезпечує довідково-пошуковий апарат бібліотеки: система каталогів і карток і довідково-інформаційні видання.

## Структура
1. Відділ абонементів та зберігання фондів:
- сектор зберігання фондів;
- абонемент наукової літератури;
- абонемент навчальної літератури студентів денного відділення;
- абонемент навчальної літератури студентів заочного відділення;
- абонемент художньої літератури.

2. Відділ читальних залів:
- читальний зал навчальної технічної літератури та мовознавства;
- читальний зал наукової літератури та нормативно-технічної документації;
- читальний зал економіко-гуманітарної літератури;
- читальний зал мистецтвознавчої літератури;
- читальний зал комп'ютерної літератури та електронних ресурсів;
- читальний зал періодичних видань та МБА (міжбібліотечний абонемент).

3. Відділ науково-бібліографічної роботи.
- зал каталогів;
- зал електронних каталогів.

4. Відділ інформаційних технологій та комп'ютерного забезпечення:
- зал електронних ресурсів.

5. Відділ комплектування документів.
6. Відділ наукової обробки документів та організації каталогів.
7. Науково-методичний відділ.